# Васил Граматиков
Васил Граматиков (на английски: Vasil Grammaticoff) е български публицист и общественик, деец на Македонската патриотична организация.

## Биография
Роден е в леринското село Горно Върбени (Екши Су), тогава в Османската империя, днес в Гърция.
През 1910 година заедно със съпругата Поликсена и децата си Надежда и Александър емигрира в САЩ. Установява се първоначално в Гранит Сити, Илинойс, а след това в Сейнт Луис, Мисури.
Васил Граматиков до 1934 година е дългогодишен редактор и съдружник на вестник „Народен глас“, а успоредно с това работи за вестник „Сейнт Луис Глоуб Демократ“.